# Liste der Nummer-eins-Hits in den Folk (Country & Western) Charts in den USA (1949)
Die Liste der Nummer-eins-Hits in den Folk (Country & Western) Charts in den USA (1949) basiert zunächst auf den von Billboard ermittelten meist gespielten Titeln in Jukeboxen (Most Played Juke Box Folk Records) in den USA im Jahr 1949. Seit 1948 ermittelte das Billboard-Magazin außerdem die Verkaufszahlen der Folk-Schallplatten bei entsprechenden Händlern, dargestellt in der Kategorie Best Selling Retail Folk Records. Am 25. Juni firmierten die beiden Kategorien als Folk (Country & Western). In diesem Jahr gab es zwölf (Juke Box) bzw. sieben (Retail) Nummer-eins-Titel.

## Liste:Folk (Country & Western) Section
Die Liste erfasst in der Spalte Insges die Anzahl der Wochen, die der Titel insgesamt in dieser Hitparade stand.

### Most Played Juke Box Folk Records
| ← 1948 ← | Liste der Nummer-eins-Hits in den Folk (Country & Western) Charts in den USA | Liste der Nummer-eins-Hits in den Folk (Country & Western) Charts in den USA | Liste der Nummer-eins-Hits in den Folk (Country & Western) Charts in den USA      | 1950 → |
| \| Zeitraum \| Wo. ges. \| Interpret \| Titel Autor(en) \| Zusätzliche Informationen \| \| (Zeitraum, Wochen auf Platz eins, Interpret, Titel, Autor[en], zusätzliche Informationen) \| \| \| \| \| \| ----------------------------------------------------------------------------------------- \| -------- \| ------------------------------------------------- \| --------------------------------------------------------------------------------- \| ------------------------------------------------------------------------------------------------------------------------------------------------------------------------- \| \| 1. Januar 1949 – 8. Januar 1949 1 Woche (insgesamt 32) \| 32 \| Jimmy Wakely with Cowboy Band \| One Has My Name (The Other Has My Heart) Deane - Blair - Deane \| Ein #10 Jukebox-Hit in den Pop-Charts. Die Hintergrundsängerin ist Mary Ford. \| \| 8. Januar 1949 – 14. November 1949 45 Wochen (insgesamt 29) \| 29 \| Eddy Arnold, The Tennessee Plowboy & His Guitar \| Just a Little Lovin’ (Will Go a Long Way) Eddy Arnold, Zeke Clements \| - \| \| 15. Januar 1949 – 5. Februar 1949 3 Wochen (insgesamt 32) \| 32 \| Jimmy Wakely with Cowboy Band \| One Has My Name (The Other Has My Heart) Deane - Blair - Deane \| – \| \| 22. Januar 1949 – 28. Januar 1949 1 Woche (insgesamt 28) \| 28 \| Jimmy Wakely with Cowboy Band \| I Love You So Much It Hurts Floyd Tillman \| „I Love You So Much It Hurts“ war – mit „One Has My Name“ (1948) und „Slipping Around“ (1949) – einer der Titel von Wakely, der auch in die Billbaord-Popcharts gelangte. \| \| 29. Januar 1949 – 4. Februar 1949 1 Woche (insgesamt 32) \| 32 \| Jimmy Wakely with Cowboy Band \| One Has My Name (The Other Has My Heart) Deane - Blair - Deane \| – \| \| 4. Februar 1949 – 18. Februar 1949 2 Wochen (insgesamt 28) \| 28 \| Jimmy Wakely with Cowboy Band \| I Love You So Much It Hurts Floyd Tillman \| – \| \| 19. Februar 1949 – 1. März 1949 2 Wochen (insgesamt 48) \| 48 \| Eddy Arnold, The Tennessee Plowboy & His Guitar \| Bouquet of Roses Steve Nelson, Bob Hilliard \| – \| \| 26. Februar 1949 – 4. März 1949 1 Woche (insgesamt 28) \| 28 \| Jimmy Wakely with Cowboy Band \| I Love You So Much It Hurts Floyd Tillman \| – \| \| 5. März 1949 – 11. März 1949 1 Woche (insgesamt 20) \| 20 \| Eddy Arnold, the Tennessee Plowboy and His Guitar \| Don’t Rob Another Man’s Castle Jenny Lou Carson \| B-Seite von „There's Not A Thing“[1] \| \| 12. März 1949 – 18. März 1949 1 Woche (insgesamt 27) \| 27 \| Jimmy Wakely with Cowboy Band \| I Love You So Much It Hurts Floyd Tillman \| – \| \| 19. März 1949 – 25. März 1949 1 Woche (insgesamt 40) \| 40 \| Red Foley with The Cumberland Valley Boys \| Tennessee Saturday Night Billy Hughes \| - \| \| 26. März 1949 – 3. Juni 1949 10 Wochen (insgesamt 20) \| 20 \| Eddy Arnold, the Tennessee Plowboy and His Guitar \| Don’t Rob Another Man’s Castle Jenny Lou Carson \| - \| \| 4. Juni 1949 – 10. Juni 1949 1 Woche (insgesamt 40) \| 40 \| Hank Williams & His Drifting Cowbays \| Lovesick Blues Hank Williams \| - \| \| 11. Juni 1949 – 17. Juni 1949 1 Woche (insgesamt 20) \| 20 \| Eddy Arnold, the Tennessee Plowboy and His Guitar \| Don’t Rob Another Man’s Castle Jenny Lou Carson \| - \| \| 18. Juni 1949 – 24. Juni 1949 1 Woche (insgesamt 21) \| 21 \| Eddy Arnold, the Tennessee Plowboy and His Guitar \| One Kiss Too Many Eddy Arnold, Steve Nelson \| B-Seite von „The Echo of Your Footsteps“[2] \| \| 25. Juni 1949 – 1. Juli 1949 1 Woche (insgesamt 40) \| 40 \| Hank Williams & His Drifting Cowbays \| Lovesick Blues Hank Williams \| - \| \| 2. Juli 1949 – 8. Juli 1949 1 Woche (insgesamt 21) \| 21 \| Eddy Arnold, the Tennessee Plowboy and His Guitar \| One Kiss Too Many Eddy Arnold, Steve Nelson \| – \| \| 9. Juli 1949 – 22. Juli 1949 2 Wochen (insgesamt 40) \| 40 \| Hank Williams & His Drifting Cowbays \| Lovesick Blues Hank Williams \| - \| \| 23. Juli 1949 – 29. Juli 1949 1 Woche (insgesamt 21) \| 21 \| Eddy Arnold, the Tennessee Plowboy and His Guitar \| One Kiss Too Many Eddy Arnold, Steve Nelson \| – \| \| 30. Juli 1949 – 4. August 1949 1 Woche (insgesamt 20) \| 20 \| Eddy Arnold, the Texas Plowboy and His Guitar \| I’m Throwing Rice (at the Girl I Love) Ed Nelson, Jr., Eddy Arnold*, Steve Nelson \| - \| \| 5. August 1949 – 26. August 1949 3 Wochen (insgesamt 40) \| 40 \| Hank Williams & His Drifting Cowbays \| Lovesick Blues Hank Williams \| - \| \| 27. August 1949 – 2. September 1949 1 Woche (insgesamt 20) \| 20 \| Eddy Arnold, the Texas Plowboy and His Guitar \| I’m Throwing Rice (at the Girl I Love) Ed Nelson, Jr., Eddy Arnold*, Steve Nelson \| - \| \| 3. September 1949 – 9. September 1949 1 Woche (insgesamt 40) \| 40 \| Hank Williams & His Drifting Cowbays \| Lovesick Blues Hank Williams \| - \| \| 10. September 1949 – 16. September 1949 1 Woche (insgesamt 20) \| 20 \| Eddy Arnold, the Texas Plowboy and His Guitar \| I’m Throwing Rice (at the Girl I Love) Ed Nelson, Jr., Eddy Arnold*, Steve Nelson \| - \| \| 17. September 1949 – 23. September 1949 1 Woche (insgesamt 40) \| 40 \| Hank Williams & His Drifting Cowbays \| Lovesick Blues Hank Williams \| - \| \| 24. September 1949 – 30. September 1949 1 Woche (insgesamt 20) \| 20 \| Ernest Tubb \| Slipping Around Floyd Tillman \| – \| \| 1. Oktober 1949 – 7. Oktober 1949 1 Woche (insgesamt 21) \| 21 \| Wayne Raney \| Why Don't You Haul Off and Love Me Lonnie Glosson, Wayne Raney \| B-Seite von „Don't Know Why“[3] \| \| 8. Oktober 1949 – 14. Oktober 1949 1 Woche (insgesamt 31) \| 31 \| Jimmy Wakely & Margaret Whiting \| Slipping Around Floyd Tillman \| Margaret Whitings und Jimmy Wakelys Coverversion des Songs (Capitol) war 20 Wochen in den Top Ten der Billboard-Pop-Charts. \| \| 15. Oktober 1949 – 28. Oktober 1949 2 Wochen (insgesamt 21) \| 21 \| Wayne Rainey \| Why Don't You Haul Off and Love Me Lonnie Glosson, Wayne Raney \| - \| \| 29. Oktober 1949 – 6. Januar 1950 10 Wochen (insgesamt 31) \| 31 \| Jimmy Wakely & Margaret Whiting \| Slipping Around Floyd Tillman \| – \| |                                                                              |                                                                              |                                                                                   | |
| ← 1948 |                                                                              |                                                                              |                                                                                   | → 1950 → |
| Zeitraum | Wo. ges.                                                                     | Interpret                                                                    | Titel Autor(en)                                                                   | Zusätzliche Informationen |
| (Zeitraum, Wochen auf Platz eins, Interpret, Titel, Autor[en], zusätzliche Informationen) |                                                                              |                                                                              |                                                                                   | |
| 1. Januar 1949 – 8. Januar 1949 1 Woche (insgesamt 32) | 32                                                                           | Jimmy Wakely with Cowboy Band                                                | One Has My Name (The Other Has My Heart) Deane - Blair - Deane                    | Ein #10 Jukebox-Hit in den Pop-Charts. Die Hintergrundsängerin ist Mary Ford.                                                                                             |
| 8. Januar 1949 – 14. November 1949 45 Wochen (insgesamt 29) | 29                                                                           | Eddy Arnold, The Tennessee Plowboy & His Guitar                              | Just a Little Lovin’ (Will Go a Long Way) Eddy Arnold, Zeke Clements              | - |
| 15. Januar 1949 – 5. Februar 1949 3 Wochen (insgesamt 32) | 32                                                                           | Jimmy Wakely with Cowboy Band                                                | One Has My Name (The Other Has My Heart) Deane - Blair - Deane                    | – |
| 22. Januar 1949 – 28. Januar 1949 1 Woche (insgesamt 28) | 28                                                                           | Jimmy Wakely with Cowboy Band                                                | I Love You So Much It Hurts Floyd Tillman                                         | „I Love You So Much It Hurts“ war – mit „One Has My Name“ (1948) und „Slipping Around“ (1949) – einer der Titel von Wakely, der auch in die Billbaord-Popcharts gelangte. |
| 29. Januar 1949 – 4. Februar 1949 1 Woche (insgesamt 32) | 32                                                                           | Jimmy Wakely with Cowboy Band                                                | One Has My Name (The Other Has My Heart) Deane - Blair - Deane                    | – |
| 4. Februar 1949 – 18. Februar 1949 2 Wochen (insgesamt 28) | 28                                                                           | Jimmy Wakely with Cowboy Band                                                | I Love You So Much It Hurts Floyd Tillman                                         | – |
| 19. Februar 1949 – 1. März 1949 2 Wochen (insgesamt 48) | 48                                                                           | Eddy Arnold, The Tennessee Plowboy & His Guitar                              | Bouquet of Roses Steve Nelson, Bob Hilliard                                       | – |
| 26. Februar 1949 – 4. März 1949 1 Woche (insgesamt 28) | 28                                                                           | Jimmy Wakely with Cowboy Band                                                | I Love You So Much It Hurts Floyd Tillman                                         | – |
| 5. März 1949 – 11. März 1949 1 Woche (insgesamt 20) | 20                                                                           | Eddy Arnold, the Tennessee Plowboy and His Guitar                            | Don’t Rob Another Man’s Castle Jenny Lou Carson                                   | B-Seite von „There's Not A Thing“ |
| 12. März 1949 – 18. März 1949 1 Woche (insgesamt 27) | 27                                                                           | Jimmy Wakely with Cowboy Band                                                | I Love You So Much It Hurts Floyd Tillman                                         | – |
| 19. März 1949 – 25. März 1949 1 Woche (insgesamt 40) | 40                                                                           | Red Foley with The Cumberland Valley Boys                                    | Tennessee Saturday Night Billy Hughes                                             | - |
| 26. März 1949 – 3. Juni 1949 10 Wochen (insgesamt 20) | 20                                                                           | Eddy Arnold, the Tennessee Plowboy and His Guitar                            | Don’t Rob Another Man’s Castle Jenny Lou Carson                                   | - |
| 4. Juni 1949 – 10. Juni 1949 1 Woche (insgesamt 40) | 40                                                                           | Hank Williams & His Drifting Cowbays                                         | Lovesick Blues Hank Williams                                                      | - |
| 11. Juni 1949 – 17. Juni 1949 1 Woche (insgesamt 20) | 20                                                                           | Eddy Arnold, the Tennessee Plowboy and His Guitar                            | Don’t Rob Another Man’s Castle Jenny Lou Carson                                   | - |
| 18. Juni 1949 – 24. Juni 1949 1 Woche (insgesamt 21) | 21                                                                           | Eddy Arnold, the Tennessee Plowboy and His Guitar                            | One Kiss Too Many Eddy Arnold, Steve Nelson                                       | B-Seite von „The Echo of Your Footsteps“ |
| 25. Juni 1949 – 1. Juli 1949 1 Woche (insgesamt 40) | 40                                                                           | Hank Williams & His Drifting Cowbays                                         | Lovesick Blues Hank Williams                                                      | - |
| 2. Juli 1949 – 8. Juli 1949 1 Woche (insgesamt 21) | 21                                                                           | Eddy Arnold, the Tennessee Plowboy and His Guitar                            | One Kiss Too Many Eddy Arnold, Steve Nelson                                       | – |
| 9. Juli 1949 – 22. Juli 1949 2 Wochen (insgesamt 40) | 40                                                                           | Hank Williams & His Drifting Cowbays                                         | Lovesick Blues Hank Williams                                                      | - |
| 23. Juli 1949 – 29. Juli 1949 1 Woche (insgesamt 21) | 21                                                                           | Eddy Arnold, the Tennessee Plowboy and His Guitar                            | One Kiss Too Many Eddy Arnold, Steve Nelson                                       | – |
| 30. Juli 1949 – 4. August 1949 1 Woche (insgesamt 20) | 20                                                                           | Eddy Arnold, the Texas Plowboy and His Guitar                                | I’m Throwing Rice (at the Girl I Love) Ed Nelson, Jr., Eddy Arnold*, Steve Nelson | - |
| 5. August 1949 – 26. August 1949 3 Wochen (insgesamt 40) | 40                                                                           | Hank Williams & His Drifting Cowbays                                         | Lovesick Blues Hank Williams                                                      | - |
| 27. August 1949 – 2. September 1949 1 Woche (insgesamt 20) | 20                                                                           | Eddy Arnold, the Texas Plowboy and His Guitar                                | I’m Throwing Rice (at the Girl I Love) Ed Nelson, Jr., Eddy Arnold*, Steve Nelson | - |
| 3. September 1949 – 9. September 1949 1 Woche (insgesamt 40) | 40                                                                           | Hank Williams & His Drifting Cowbays                                         | Lovesick Blues Hank Williams                                                      | - |
| 10. September 1949 – 16. September 1949 1 Woche (insgesamt 20) | 20                                                                           | Eddy Arnold, the Texas Plowboy and His Guitar                                | I’m Throwing Rice (at the Girl I Love) Ed Nelson, Jr., Eddy Arnold*, Steve Nelson | - |
| 17. September 1949 – 23. September 1949 1 Woche (insgesamt 40) | 40                                                                           | Hank Williams & His Drifting Cowbays                                         | Lovesick Blues Hank Williams                                                      | - |
| 24. September 1949 – 30. September 1949 1 Woche (insgesamt 20) | 20                                                                           | Ernest Tubb                                                                  | Slipping Around Floyd Tillman                                                     | – |
| 1. Oktober 1949 – 7. Oktober 1949 1 Woche (insgesamt 21) | 21                                                                           | Wayne Raney                                                                  | Why Don't You Haul Off and Love Me Lonnie Glosson, Wayne Raney                    | B-Seite von „Don't Know Why“ |
| 8. Oktober 1949 – 14. Oktober 1949 1 Woche (insgesamt 31) | 31                                                                           | Jimmy Wakely & Margaret Whiting                                              | Slipping Around Floyd Tillman                                                     | Margaret Whitings und Jimmy Wakelys Coverversion des Songs (Capitol) war 20 Wochen in den Top Ten der Billboard-Pop-Charts.                                               |
| 15. Oktober 1949 – 28. Oktober 1949 2 Wochen (insgesamt 21) | 21                                                                           | Wayne Rainey                                                                 | Why Don't You Haul Off and Love Me Lonnie Glosson, Wayne Raney                    | - |
| 29. Oktober 1949 – 6. Januar 1950 10 Wochen (insgesamt 31) | 31                                                                           | Jimmy Wakely & Margaret Whiting                                              | Slipping Around Floyd Tillman                                                     | – |

### Best Selling Retail Folk Records
| ← 1948 ← | Liste der Nummer-eins-Hits in den Folk (Country & Western) Charts in den USA | Liste der Nummer-eins-Hits in den Folk (Country & Western) Charts in den USA | Liste der Nummer-eins-Hits in den Folk (Country & Western) Charts in den USA     | 1950 →                                                                        |
| \| Zeitraum \| Wo. ges. \| Interpret \| Titel Autor(en) \| Zusätzliche Informationen \| \| (Zeitraum, Wochen auf Platz eins, Interpret, Titel, Autor[en], zusätzliche Informationen) \| \| \| \| \| \| ----------------------------------------------------------------------------------------- \| -------- \| ------------------------------------------------- \| -------------------------------------------------------------------------------- \| ----------------------------------------------------------------------------- \| \| 1. Januar 1949 – 11. Februar 1949 6 Wochen (insgesamt 31) \| 31 \| Jimmy Wakely with Cowboy Band \| One Has My Name (The Other Has My Heart) Deane - Blair - Deane \| Ein #10 Jukebox-Hit in den Pop-Charts. Die Hintergrundsängerin ist Mary Ford. \| \| 12. Februar 1949 – 3. März 1949 3 Wochen (insgesamt 23) \| 23 \| Jimmy Wakely with Cowboy Band \| I Love You So Much It Hurts Floyd Tillman \| – \| \| 5. März 1949 – 11. März 1949 1 Woche (insgesamt 29) \| 29 \| Eddy Arnold, the Tennessee Plowboy and His Guitar \| Don’t Rob Another Man’s Castle Jenny Lou Carson \| B-Seite von „There's Not A Thing“[4] \| \| 12. März 1949 – 18. März 1949 1 Woche (insgesamt 23) \| 23 \| Jimmy Wakely with Cowboy Band \| I Love You So Much It Hurts Floyd Tillman \| – \| \| 19. März 1949 – 1. April 1949 2 Wochen (insgesamt 29) \| 29 \| Eddy Arnold, the Tennessee Plowboy and His Guitar \| Don’t Rob Another Man’s Castle Jenny Lou Carson \| – \| \| 2. April 1949 – 15. April 1949 2 Wochen (insgesamt 23) \| 23 \| George Morgan \| Candy Kisses George Morgan \| - \| \| 16. April 1949 – 22. April 1949 1 Woche (insgesamt 29) \| 29 \| Eddy Arnold, the Tennessee Plowboy and His Guitar \| Don’t Rob Another Man’s Castle Jenny Lou Carson \| – \| \| 23. April 1949 – 29. April 1949 1 Woche (insgesamt 23) \| 23 \| George Morgan \| Candy Kisses George Morgan \| - \| \| 30. April 1949 – 6. Mai 1949 1 Woche (insgesamt 29) \| 29 \| Eddy Arnold, the Tennessee Plowboy and His Guitar \| Don’t Rob Another Man’s Castle Jenny Lou Carson \| – \| \| 7. Mai 1949 – 13. Mai 1949 1 Woche (insgesamt 41) \| 41 \| Hank Williams & His Drifting Cowbays \| Lovesick Blues Hank Williams \| - \| \| 14. Mai 1949 – 20. Mai 1949 1 Woche (insgesamt 29) \| 29 \| Eddy Arnold, the Tennessee Plowboy and His Guitar \| Don’t Rob Another Man’s Castle Jenny Lou Carson \| – \| \| 21. Mai 1949 – 12. August 1949 12 Wochen (insgesamt 41) \| 41 \| Hank Williams & His Drifting Cowbays \| Lovesick Blues Hank Williams \| - \| \| 13. August 1949 – 9. September 1949 4 Wochen (insgesamt 19) \| 19 \| Eddy Arnold, the Texas Plowboy and His Guitar \| I’m Throwing Rice (at the Girl I Love) Ed Nelson, Jr., Eddy Arnold, Steve Nelson \| - \| \| 10. September 1949 – 16. September 1949 1 Woche (insgesamt 22) \| 22 \| Wayne Rainey \| Why Don't You Haul Off and Love Me Lonnie Glosson, Wayne Raney \| B-Seite von „Don't Know Why“[5] \| \| 17. September 1949 – 7. Oktober 1949 3 Wochen (insgesamt 40) \| 40 \| Hank Williams \| Lovesick Blues Hank Williams \| - \| \| 8. Oktober 1949 – 6. Januar 1950 13 Wochen (insgesamt 27) \| 27 \| Jimmy Wakely & Margaret Whiting \| Slipping Around Floyd Tillman \| – \| |                                                                              |                                                                              |                                                                                  |                                                                               |
| ← 1948 |                                                                              |                                                                              |                                                                                  | → 1950 →                                                                      |
| Zeitraum | Wo. ges.                                                                     | Interpret                                                                    | Titel Autor(en)                                                                  | Zusätzliche Informationen                                                     |
| (Zeitraum, Wochen auf Platz eins, Interpret, Titel, Autor[en], zusätzliche Informationen) |                                                                              |                                                                              |                                                                                  |                                                                               |
| 1. Januar 1949 – 11. Februar 1949 6 Wochen (insgesamt 31) | 31                                                                           | Jimmy Wakely with Cowboy Band                                                | One Has My Name (The Other Has My Heart) Deane - Blair - Deane                   | Ein #10 Jukebox-Hit in den Pop-Charts. Die Hintergrundsängerin ist Mary Ford. |
| 12. Februar 1949 – 3. März 1949 3 Wochen (insgesamt 23) | 23                                                                           | Jimmy Wakely with Cowboy Band                                                | I Love You So Much It Hurts Floyd Tillman                                        | –                                                                             |
| 5. März 1949 – 11. März 1949 1 Woche (insgesamt 29) | 29                                                                           | Eddy Arnold, the Tennessee Plowboy and His Guitar                            | Don’t Rob Another Man’s Castle Jenny Lou Carson                                  | B-Seite von „There's Not A Thing“                                             |
| 12. März 1949 – 18. März 1949 1 Woche (insgesamt 23) | 23                                                                           | Jimmy Wakely with Cowboy Band                                                | I Love You So Much It Hurts Floyd Tillman                                        | –                                                                             |
| 19. März 1949 – 1. April 1949 2 Wochen (insgesamt 29) | 29                                                                           | Eddy Arnold, the Tennessee Plowboy and His Guitar                            | Don’t Rob Another Man’s Castle Jenny Lou Carson                                  | –                                                                             |
| 2. April 1949 – 15. April 1949 2 Wochen (insgesamt 23) | 23                                                                           | George Morgan                                                                | Candy Kisses George Morgan                                                       | -                                                                             |
| 16. April 1949 – 22. April 1949 1 Woche (insgesamt 29) | 29                                                                           | Eddy Arnold, the Tennessee Plowboy and His Guitar                            | Don’t Rob Another Man’s Castle Jenny Lou Carson                                  | –                                                                             |
| 23. April 1949 – 29. April 1949 1 Woche (insgesamt 23) | 23                                                                           | George Morgan                                                                | Candy Kisses George Morgan                                                       | -                                                                             |
| 30. April 1949 – 6. Mai 1949 1 Woche (insgesamt 29) | 29                                                                           | Eddy Arnold, the Tennessee Plowboy and His Guitar                            | Don’t Rob Another Man’s Castle Jenny Lou Carson                                  | –                                                                             |
| 7. Mai 1949 – 13. Mai 1949 1 Woche (insgesamt 41) | 41                                                                           | Hank Williams & His Drifting Cowbays                                         | Lovesick Blues Hank Williams                                                     | -                                                                             |
| 14. Mai 1949 – 20. Mai 1949 1 Woche (insgesamt 29) | 29                                                                           | Eddy Arnold, the Tennessee Plowboy and His Guitar                            | Don’t Rob Another Man’s Castle Jenny Lou Carson                                  | –                                                                             |
| 21. Mai 1949 – 12. August 1949 12 Wochen (insgesamt 41) | 41                                                                           | Hank Williams & His Drifting Cowbays                                         | Lovesick Blues Hank Williams                                                     | -                                                                             |
| 13. August 1949 – 9. September 1949 4 Wochen (insgesamt 19) | 19                                                                           | Eddy Arnold, the Texas Plowboy and His Guitar                                | I’m Throwing Rice (at the Girl I Love) Ed Nelson, Jr., Eddy Arnold, Steve Nelson | -                                                                             |
| 10. September 1949 – 16. September 1949 1 Woche (insgesamt 22) | 22                                                                           | Wayne Rainey                                                                 | Why Don't You Haul Off and Love Me Lonnie Glosson, Wayne Raney                   | B-Seite von „Don't Know Why“                                                  |
| 17. September 1949 – 7. Oktober 1949 3 Wochen (insgesamt 40) | 40                                                                           | Hank Williams                                                                | Lovesick Blues Hank Williams                                                     | -                                                                             |
| 8. Oktober 1949 – 6. Januar 1950 13 Wochen (insgesamt 27) | 27                                                                           | Jimmy Wakely & Margaret Whiting                                              | Slipping Around Floyd Tillman                                                    | –                                                                             |